# Vitol
Die Vitol-Gruppe mit Sitzen in Rotterdam (Niederlande) und Genf (Schweiz) ist ein internationaler Rohstoffhandelskonzern; die Gruppe wurde 1966 gegründet und ist neben Trafigura, Glencore und Gunvor einer der größten globalen Rohstoffhändler. Im Jahr 2015 handelte das Unternehmen mit einem Umsatz von 168 Milliarden US-Dollar ca. 303 Millionen Tonnen Öl(-derivate) bzw. Erdgas. Darüber hinaus wurde ein Volumen von 102 TWh Strom umgesetzt.

## Hintergrund
Die Hauptgeschäftsstandorte konzentrieren sich auf Genf, Houston, Singapur und London. Neben dem globalen Rohstoffabsatz und Ölprodukthandel hat die Firma eine wachsende Präsenz in den Erdgas-, Energie-, Emissions- und Biotreibstoffe-Märkten.
Vitol hat Beteiligungen an verschiedenen Ölbevorratungs-, Prospektions- und Produktionsprojekten weltweit. Zu diesem Unternehmensbereich zählen die Übernahme von Arawak Energy LTD mit Produktionen in Russland, Kasachstan und Aserbaidschan, eine Aktienbeteiligung am Galoc Ölfeld, Philippinen und Prospektionen im Kongo und Ghana.
Im Jahr 1995 lag der Jahresgewinn bei 23 Millionen US-Dollar und konnte bis ins Jahr 2017 auf 1,5 Milliarden US-Dollar gesteigert werden.
Neben Geschäftsstellen in Dubai und Bahrain ist die hauptstrategische Anlage die Fujairah Refinery Company Limited (FRCL) in den VAE, welche 82.000 Barrel pro Raffinerietag und 461.000 Kubikmeter Lagerstätte umfasst. FRCL plant bedeutende Entwicklungen, beispielsweise eine Erweiterung der Lagerstätte bis auf 564.000 Kubikmeter, die Aufarbeitung von bestehenden Raffinationsanlagen und die Installation von zusätzlichen Verarbeitungsanlagen.
Über die Varo Energy ist Vitol an der Raffinerie Cressier in der Schweiz und zu 45 % an Bayernoil mit einer Raffinerie in Deutschland beteiligt.
Im Februar 2014 übernahm Vitol für 2,6 Mrd. US-Dollar das Downstream-Geschäft der Shell in Australien. Neben der Raffinerie in Geelong umfasste der Kauf 870 Tankstellen und Geschäftsfelder im Bitumen- und Chemikalienbereich. Vom Kauf ausgeschlossen waren hingegen der Bereich Aviation und die Schmierstoffanlage in Brisbane sowie der gesamte Upstream-Bereich.
2017 übernahm Vitol die Beteiligung der OMV an der türkischen Petrol Ofisi.
Im Februar 2024 übernahm Vitol 35 % an der italienischen Raffinerie Saras.

## Kritik
Vitol wurde verschiedentlich kritisiert. 2023 zeigte die Financial Times auf, dass Vitol weiterhin mit Erdöl aus dem kriegsführenden Russland handle. Vitol erklärte, seine Exporte von raffinierten russischen Erdölprodukten entsprächen „allen geltenden Gesetzen und Vorschriften“. Der ukrainische Präsident Selenskyj forderte Vitol auf, seine Geschäftsbeziehungen zu Russland einzustellen, um den Geldfluss zu stoppen, der seiner Meinung nach „den Massenmord an unschuldigen Menschen“ finanziert habe.